# 후루타치 칸지

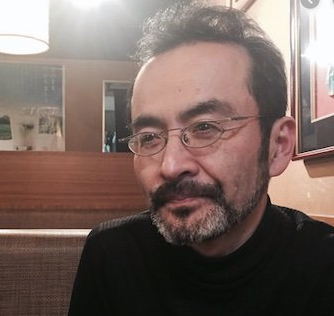

후루타치 칸지(Kanji Furutachi, 1968년 3월 23일 ~ )는 일본의 배우, 텔레비전 배우이다.
사카이시에서 태어났다.

## 방송
- 렌탈 아무것도 하지 않는 사람
- 코타키 형제와 사고팔고
- 이다텐 ~도쿄 올림픽 이야기~
- 미야모토로부터 너에게
- 아시걸

## 영화
- 대결! 애니메이션 (2022년) - 고시가야 역
- 아이는 알아주지 않아 (2020년)
- 시네마 파이터스 (2017년)
- 제멋대로 떨고 있어 (2017년)
- 8년을 뛰어넘은 신부 (2017년) - 소멘 공장 사장 역
- 결혼 (2017년)
- 그랩 더 선 (2016년)
- 소꿉놀이 (2016년)
- 하모니움 (2016년) - 토시오 역
- 태양 (2016년)
- 세일러복과 기관총 - 졸업 (2016년)
- 나의 노예가 되어주세요 (2016년)
- 렛츠락! 죽어서 하는 밴드 (2015년)
- 유성이 사라지기 전에 (2015년)
- 식물남자 베란다 시즌2 (2015년)
- 마에스트로 (2015년)
- 화장실의 피에타 (2015년)
- 식물남자 베란다 시즌1 (2014년)
- 다마카와 구청 OF THE DEAD (2014년)
- 후쿠짱 오브 후쿠후쿠 플랫츠 (2014년)
- 스쿨 걸스 제스테이션 (2013년)
- 수난 (2013년)
- 호토리 노 사쿠코 (2013년)
- 먹기만 할게 (2013년) - 하지메 역
- 공룡을 파자 (2013년)
- 막차 바이바이 (2013년) - 야마다 역
- 조커 게임 (2012년)
- 샤니다루의 꽃 (2012년) - 요시자키 역
- GFP 버니 (2012년)
- 꿈팔이 부부 사기단 (2012년) - 히가시야마 요시노리 역
- 잃어버린 꿈 (2011년)
- 딱따구리와 비 (2011년) - 토리 역
- 마이 백 페이지 (2011년) - 나카히라 다케히로 역
- 환대 (2010년)
- 도쿄 닌겐 키게키 (2009년)
- 구히오 대령 (2009년) - 시게루 역
- 동정방랑기 (2009년)
- 남극의 쉐프 (2009년)
- 사령파 (2005년)